# Bataille de Mokra (1445)
Ne doit pas être confondu avec Bataille de Mokra.
Guerres ottomano-albanaise
La bataille de Mokra a eu lieu le 10 octobre 1445 près de la montagne Mokra (aujourd'hui à Makedonski Brod, Macédoine du Nord). C'était une riposte ottomane à un message envoyé par Skanderbeg à Mourad II. Les forces albanaises sous Skanderbeg ont vaincu les forces ottomanes sous Firuz Pacha. C'était la deuxième grande victoire albanaise sur l'Empire ottoman.

## Contexte
Après sa victoire à Varna, Mourad II a tenté d'établir la paix avec Skanderbeg. Mourad a envoyé un message à Skanderbeg dans lequel il lui a rappelé comment il avait pris l'Albanais comme son fils et l'avait élevé devant sa cour et tenté de l'intimider en lui rappelant la taille et la puissance de l'armée ottomane. Skanderbeg a reçu la lettre et a décidé de répondre. Skanderbeg a rappelé à Mourad comment il avait brisé l'armée ottomane à Torvioll et qu'avec « la vraie foi de Jésus-Christ, [il était] sûr [qu'il] avait choisi le plus grand camp ». Lorsque l'ambassadeur Turc est parti envoyer le message à Mourad, Skanderbeg a dit à ses hommes de se préparer à une incursion.

### Bataille
Lorsque le sultan eut reçu le message, il donna le commandement à Firuz Pacha d'une force d'environ 9 000 hommes. Sa tâche était de contrôler les mouvements de Skanderbeg et de l'empêcher de se rendre en Macédoine. Firuz est parti de Skopje, prévoyant de s'installer rapidement à Krujë et de surprendre les Albanais. Un grand nombre de soldats s'avancèrent en pensant qu'ils allaient se battre contre Hunyadi, qui rassemblait son armée. Firuz avait entendu dire que l'armée albanaise s'était dissoute pour le moment, il prévoyait donc de se déplacer rapidement dans la vallée de Drin noir et à travers Prizren. Ces mouvements ont été repris par les éclaireurs de Skanderbeg qui se sont déplacés pour rencontrer Firuz. Kastrioti a attendu l'armée turque dans une vallée près de Prizren et n'a amené que sa garde personnelle de 3 500 hommes, composée de 2 000 cavaliers et 1 500 fantassins, tout en renvoyant le reste de ses troupes à la maison. Les troupes albanaises reçurent l'ordre de se déplacer dans la forêt de Mokra à l'intérieur d'une mince vallée dont elles connaissaient le terrain. Les Turcs sont entrés dans la vallée et n'ont pas pu trouver une issue facile car les Albanais avaient bloqué la plupart des sentiers principaux. La cavalerie ottomane a été autorisée à un mouvement limité en raison des bois et a été assaillie par l'infanterie albanaise. La force ottomane a été mise en déroute, laissant derrière elle 1 500 morts et 1 000 blessés ou traînards emprisonnés par les Albanais. Firuz Pacha est mort dans la bataille.

## Conséquences
Les Européens ont été rassurés par la bataille de Mokra après la défaite de Varna. Le pape Eugène IV a soulevé un hymne comme une louange que la chrétienté a reçu un nouveau défenseur après avoir entendu parler de la bataille. Alphonse V d'Aragon a envoyé de nombreux éloges à Skanderbeg avec la papauté à Durazzo. Les ambassadeurs papaux sont arrivés à Krujë, envoyant la nouvelle qu'un nouvel évêque, Peter Perlati, avait été nommé. Skanderbeg a envoyé quatre étendards ottomans qu'il avait capturés à Alphonse pour prouver ses victoires. Skanderbeg et Alphonse sont devenus des alliés proches tout en établissant également des connexions avec d'autres États européens.

## Sources
- (sq) Gennaro Francione et Donika Aliaj (dir.) (trad. Tasim Aliaj), Skënderbeu, një hero modern : (Hero multimedial) [« Skanderbeg, a modern hero (Hero multimedia) »], Tiranë, Albania, Shtëpia botuese "Naim Frashëri", 2006 (1re éd. 2003) (ISBN 99927-38-75-8, lire en ligne)